# Moira (film)
Moira (Georgisch: მოირა) is een Georgische film uit 2015 onder regie van Levan Tutberidze. De film ging in première op 23 september op het Internationaal filmfestival van San Sebastian.

## Verhaal
Nadat Mamuka vrijgelaten werd uit de gevangenis, probeert hij zijn familie van de armoede te redden. Zijn moeder werkt in het buitenland, zijn vader zit in een rolstoel en zijn jongere werkloze broer trekt op met criminelen. Mamuka leent geld waarmee hij een vissersboot aankoopt, vastberaden om voldoende geld te verdienen om zijn moeder terug naar huis te kunnen halen. Beide broers noemen de boot Moira naar de lotsgodin. Maar het lot is soms genadeloos en alles verloopt niet zoals gepland.

## Rolverdeling
| Acteur                                | Personage                |
| ------------------------------------- | ------------------------ |
| Paata Inauri (პაატა ინაური)           | Mamuka (მამუკა)          |
| Giorgi Khurtsilava (გიორგი ხურცილავა) | Shota (შოთა)             |
| Zaza Magalashvili (ზაზა მაღალაშვილი)  | Datiko (მამა = Vater)    |
| Ketevan Tskhakaia (ქეთი ცხაკაია)      | Mutter (დედა)            |
| Jano Izoria (ჯანო იზორია)             | Tengo (თენგო)            |
| Ani Bebia (ანი ბებია)                 | Tina (თინა)              |
| Churzilava (ხურცილავა)                | Tinas Vater (თინას მამა) |
| Lili Churiti (ლილი ხურიტი)            |                          |
| Irakli Sanaia (ირაკლი სანაია)         |                          |
| Bachi Lejava (ბაჩი ლეჟავა)            |                          |
| Lasha Gurgenidze (ლაშა გურგენიძე)     |                          |
| Ramin Kilasonia (რამინ კილასონია)     |                          |
| Giorgi Surmava (გიორგი სურმავა)       |                          |

## Productie
De film werd geselecteerd als Georgische inzending voor de beste niet-Engelstalige film voor de 88ste Oscaruitreiking.